# Leigné-sur-Usseau
Leigné-sur-Usseau es una población y comuna francesa, en la región de Poitou-Charentes, departamento de Vienne, en el distrito de Châtellerault y cantón de Saint-Gervais-les-Trois-Clochers.

## Demografía
| 333 | 327 | 318 | 329 | 384 | 413 |
| Para los censos de 1962 a 1999 la población legal corresponde a la población sin duplicidades (Fuente: INSEE [Consultar]) |     |     |     |     |     |